# Hexatoma (Eriocera) perennis subcostata
Hexatoma (Eriocera) perennis subcostata is een ondersoort van de tweevleugelige Hexatoma (Eriocera) perennis uit de familie steltmuggen (Limoniidae). De ondersoort komt voor in het Oriëntaals gebied.